# Хонатан Урретабіская
Хо́натан Маті́ас Урретабіска́я да Лус (ісп. Jonathan Matías Urretaviscaya da Luz, нар. 19 березня 1990, Монтевідео) — уругвайський футболіст, півзахисник клубу «Монтеррей» та національної збірної Уругваю.

## Клубна кар'єра
У дорослому футболі дебютував 2007 року виступами за «Рівер Плейт» (Монтевідео), в якому провів один сезон, взявши участь у 14 матчах чемпіонату.
Своєю грою за цю команду привернув увагу представників тренерського штабу «Бенфіки», до складу якої приєднався 2 липня 2008 року за 1,26 млн євро. Відіграв за лісабонський клуб наступні півтора сезони своєї ігрової кар'єри, проте не зміг стати основним гравцем команди, провівши за цей час лише 11 ігор в чемпіонаті.
Тому з січня 2010 по літо 2012 року грав на правах оренди у складі «Пеньяроля», «Депортіво» та «Віторії» (Гімарайнш).
До складу «Бенфіки» повернувся влітку 2012 року, проте до основної команди знову потрапляв дуже рідко, граючи здебільшого за дубль у Сегунді.
1 вересня 2014 року Урретабіская за обопільною згодою розірвав контракт з лісабонським клубом і підписав однорічну угоду з «Пасуш ді Феррейрою», проте і тут заграти не зумів, через що вже на початку 2015 року втретє у своїй кар'єрі був відданий в оренду до «Пеньяроля».
В середині 2015 року став гравцем мексиканської «Пачуки» і в першому ж сезоні виграв з командою національний чемпіонат, а 2017 року виграв Лігу чемпіонів КОНКАКАФ. Загалом за два з половиною роки встиг відіграти за команду з Пачука-де-Сото 78 матчів у національному чемпіонаті, після чого на початку 2018 року перейшов у «Монтеррей».

## Виступи за збірну
2006 року дебютував у складі юнацької збірної Уругваю, взяв участь у 9 іграх на юнацькому рівні, відзначившись 5 забитими голами.
Протягом 2009—2012 років залучався до складу молодіжної збірної Уругваю, разом з якою брав участь у молодіжному чемпіонаті Південної Америки 2009 року. Всього на молодіжному рівні зіграв у 11 офіційних матчах, забив 5 голів.
В середині 2012 року Оскар Табарес, тренер національної збірної Уругваю, який очолив Олімпійську футбольну команду, включив Кампанію в заявку збірної на Олімпійських іграх 2012 року у Лондоні.
28 березня 2017 року дебютував в офіційних матчах у складі національної збірної Уругваю в грі кваліфікаційного турніру до чемпіонату світу 2018 року проти Перу. Уругвайці поступилися суперникам 1:2, а Уррета, вийшовши на заміну на 63 хвилині був вилучен за другу жовту картку на 76 хвилині гри. Тим не менш уругвайці в підсумку таки кваліфікувались на турнір і Хонатан потрапив у фінальну заявку на чемпіонат світу 2018 року у Росії, де зіграв у чвертьфіналі проти збірної Франції, вийшовши на заміну.

## Досягнення
- Чемпіон Португалії (2): 2009/10, 2013/14
- Чемпіон Уругваю (1): 2009/10
- Володар Кубка португальської ліги: 2009/10
- Фіналіст Кубка Лібертадорес (1): 2011
- Володар Кубку Португалії (1): 2013/14
- Чемпіон Мексики (1): Клаусура 2016
- Переможець Ліги чемпіонів КОНКАКАФ (1): 2016/17